# Тальо ди По
Та̀льо ди По̀ (на италиански: Taglio di Po, на местен диалект Tai 'd Po, Тай ъд По, на венециански: Tajo de Po, Тайо де По) е градче и община в Северна Италия, провинция Ровиго, регион Венето. Разположено е на 0 m надморска височина. Населението на общината е 8549 души (към 2012 г.).